# Імениці (Кінгісеппський район)
Імениці (рос. Именицы) — присілок у Кінгісеппському районі Ленінградської області Російської Федерації.
Населення становить 80 осіб. Належить до муніципального утворення Пустомержське сільське поселення.

## Історія
Згідно із законом від 28 жовтня 2004 року № 81-оз належить до муніципального утворення Пустомержське сільське поселення.

## Населення
| 1838 | 1857 | 1862 | 1882 | 1899 | 1997 | 2007 |
| ---- | ---- | ---- | ---- | ---- | ---- | ---- |
| 259  | ↘249 | ↗336 | ↘326 | ↘244 | ↘59  | ↗74  |
| 2010 | 2017 |      |      |      |      |      |
| ↗80  | →80  |      |      |      |      |      |